# جان گیل (بازیکن فوتبال، زاده ۱۹۰۳)
جان گیل (انگلیسی: John Gill؛ زادهٔ ۱۹۰۳) بازیکن فوتبال اهل بریتانیا است.
از باشگاه‌هایی که در آن بازی کرده‌است می‌توان به باشگاه فوتبال لیتون اورینت، باشگاه فوتبال بولتون واندررز، و باشگاه فوتبال برادفورد سیتی اشاره کرد.